# エツ
エツ（鮆、斉魚、鱭魚、刀魚、銀刀魚、学名：Coilia nasus）は、ニシン目・カタクチイワシ科に分類される魚の一種。東アジアの汽水域に生息する魚で、食用になる。

## 特徴
成魚は全長30cm-40cmほど。体は植物の葉のように前後に細長く、左右から押しつぶされたように平たい。体側は銀白色の円鱗におおわれ、全体的にはナイフの刃のような外見である。目は頭の前方にあり、口は目の後ろまで大きく裂ける。胸びれ上方の軟条が糸状に細長く伸びる。尻びれは前後に細長く、体の後半ほとんどに及ぶ。尾びれは小さな三角形で、ほぼ尻びれと連続している。顔つきや鱗などは同じ科のカタクチイワシに似るが、上記の優雅に長く伸びるひれの形状もあって、外見はかなり印象が異なって見える。
渤海、黄海、東シナ海の沿岸域に分布する。
日本での分布域は筑後川河口域を中心とした有明海奥部にほぼ限られる。中国と朝鮮半島の個体群は亜種 C. n. ectenes Yuan et Quin, 1985 、日本の個体群は基亜種 C. n. nasus とされており、ムツゴロウやワラスボなどと同じ大陸系遺存種と考えられている。
普段は汽水域とその周辺の海に生息し、清んだ透明度の高い水域よりも、大河から流入したシルトや粘土が激しい潮汐によって懸濁して濁って見える水域を好む。プランクトン食性で、おもに動物プランクトンを鰓で濾過して捕食する。
産卵期は初夏で、産卵を控えた成魚は川をさかのぼり、夕方に直径1mmほどの浮性卵を産卵する。中国の長江では河口から1000kmの所で成魚が見つかった例もある。ただし日本でのエツの繁殖地はもともと大陸的な大河に依存していることもあってほぼ筑後川に限られ、他の河川で産卵することは少ない。
卵は川を流れ下りながら1日以内に孵化するが、塩分が濃い所まで流されると死んでしまう。稚魚は秋まで塩分の薄い汽水域にとどまって成長し、冬には海水域の深場に移る。寿命は2年から4年ほどで、産卵した親魚はほとんど死んでしまう。
エツの日本での分布は狭く、絶滅危惧II類 (VU)（環境省レッドリスト）に指定されているが、筑後川では筑後大堰の建設でエツの繁殖や成長に適した水域が半減した上、食材として重宝されるために乱獲もされている。エツの漁獲量は1980年代から減少していて、沿岸漁協による放流なども行われているが、改善はあまり進んでいない。

## 利用

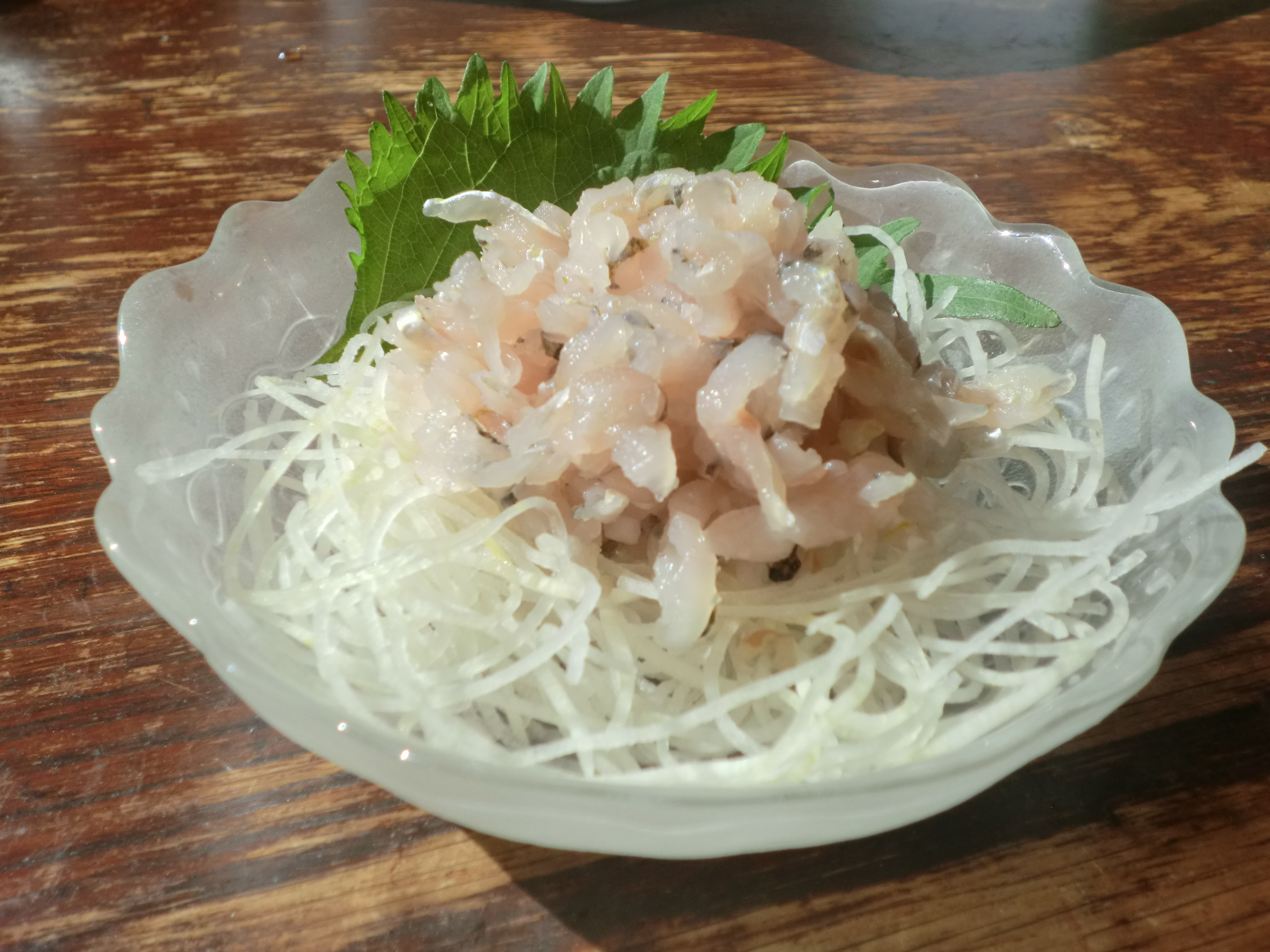
エツの刺身

中国では同属の魚を「鳳尾魚（フォンウェイユー fèngwěiyú）」と総称し、華東、華南の沿岸地域では食品として利用することが一般的である。また、漢方医学の材料として使われる場合もある。上海市や江蘇省では長江周辺で捕れる主にC. mystusが出回っているが、子持ちのものが珍重されるので、産卵期が旬である。浙江省温州市では甌江で取れるものを利用することが多い。広東省では珠江水系のC. grayiがよく利用されており、唐揚げにして味付けしたものが特産の缶詰となって売られている。蒸し魚、唐揚げが一般的であるが、スープなどにも利用される。
日本では筑後川流域で多く漁獲され、代表的な郷土料理の食材ともなっているが、他地域ではあまり利用されない。
筑後川では毎年5月中旬から7月中旬にかけて福岡県久留米市城島町付近までエツが遡上し、周辺市町ではこれを狙ったエツ漁が5月1日から7月20日まで解禁される。また、福岡県大川市では漁期に合わせて「えつ供養祭」が行われる。なお、この時期にあわせ、漁業協同組合の要請を受ける形で国土交通省九州地方整備局は、エツの遡上を助ける為管理する松原ダム・下筌ダムから河川維持放流を行っている。
流し刺し網や地引き網などで漁獲される。刺身やエツずし、天ぷら、唐揚げ、膾、塩焼き、煮つけなど様々な料理で食べられる。小骨が多いのでハモと同様に骨切りを施す必要があり、また傷みも早いので手早い調理をしなければならない。そのため、産地では筑後川に浮かべた漁船の上で、観光客などに獲りたてのエツをすぐに調理して供することも行われる。

## 伝説
「むかし、一人の僧侶が筑後川を渡る際、渡し舟の船頭に払うお金がなかったので、近くに生えていたヨシの葉を取り、それを川に浮かべたところ、たちまち魚（エツ）に変わった。この僧侶はのちの弘法大師（空海）であった。」という伝承が、福岡県、佐賀県の筑後川下流域に伝わる。